# Ross Yates
Ross Richard Yates (* 18. Juni 1959 in Montreal, Québec) ist ein ehemaliger kanadischer Eishockeyspieler und -trainer.

## Karriere
Yates spielte in seiner Jugend für die Mount Allison University in der CIAU, bis er zur Saison 1980/81 seine Karriere bei den Binghamton Whalers in der AHL begann. Während seiner sportlich aktiven Spielzeit in Binghamton gewann er in der Saison 1982/83 sowohl die John B. Sollenberger Trophy als auch den Les Cunningham Award und den Fred T. Hunt Memorial Award. Zwar wechselte er daraufhin während der Spielzeit 1983/84 zu den Hartford Whalers in die National Hockey League, bestritt dort jedoch nur sieben Spiele, bis er zur darauf folgenden Saison nach Deutschland zum Mannheimer ERC wechselte.
Seine aktive Zeit als Spieler beendete er in Italien beim Zweitligisten HC Auronzo, nachdem er zuvor in der Nationalliga A von 1986 und 1992 für den EHC Kloten gespielt hatte, bei dem er auch nebensächlich als Spielertrainer tätig war.
Yates begann seine Karriere als Trainer beim EC Kassel in der 2. Eishockey-Bundesliga. Mit Kassel erreichte er in der Saison 1993/94 den Zweitliga-Vizemeistertitel und qualifizierte sich somit für die neu gegründete Deutsche Eishockey Liga. Zum ersten Mal schaffte er es, den Eishockeyclub aus Nordhessen, der sich daraufhin in Kassel Huskies umbenannt hatte, in die höchste deutsche Spielklasse zu bringen. In den ersten beiden Jahren der DEL qualifizierte er sich zudem mit den „Huskies“ für das Play-off-Viertelfinale. In der Saison 1996/97 war er als Cheftrainer beim italienischen Verein HC Gherdëina tätig.
Zur Saison 2000/01 wechselte Yates zurück nach Nordamerika in die AHL zu den Syracuse Crunch, für die er bis 2006 als Co-Trainer tätig war und von 2006 bis 2010 als Cheftrainer hinter der Bande der Syracuse Crunch stand. Von 2012 bis 2014 war er Co-Trainer und anschließend bis 2015 Cheftrainer der Saint John Sea Dogs.

## Erfolge und Auszeichnungen
- 1981 AUAA First All-Star Team
- 1983 AHL First All-Star Team
- 1983 Fred T. Hunt Memorial Award
- 1983 John B. Sollenberger Trophy
- 1983 Les Cunningham Award